# Sita, Bistrița-Năsăud
Sita este un sat în comuna Spermezeu din județul Bistrița-Năsăud, Transilvania, România. La recensământul din 2002 avea o populație de 405 locuitori.
In 2019 populatia satului (care efectiv locuiesc aici) este de aproximativ 300 de persoane, dintre care 230 ortodocsi.